# Daventry Town FC
Daventry Town FC (celým názvem: Daventry Town Football Club) je anglický fotbalový klub, který sídlí ve městě Daventry v nemetropolitním hrabství Northamptonshire. Založen byl v roce 1886. Od sezóny 2017/18 hraje v United Counties League Premier Division (9. nejvyšší soutěž). Klubové barvy jsou fialová a bílá.
Své domácí zápasy odehrává na stadionu Communications Park s kapacitou 3 000 diváků.

## Získané trofeje
- Northamptonshire FA / Hillier Cup (1×)
  - 2013/14

## Úspěchy v domácích pohárech
Zdroj:
- FA Cup
  - 1. kolo: 2013/14
- FA Trophy
  - 1. kolo: 2013/14
- FA Vase
  - 5. kolo: 2009/10

## Umístění v jednotlivých sezonách
Stručný přehled
Zdroj:
- 1989–1991: United Counties League (Division One)
- 1991–1994: United Counties League (Premier Division)
- 1994–2001: United Counties League (Division One)
- 2001–2005: United Counties League (Premier Division)
- 2005–2008: United Counties League (Division One)
- 2008–2010: United Counties League (Premier Division)
- 2010–2015: Southern Football League (Division One Central)
- 2015–2016: Northern Premier League (Division One South)
- 2016–2017: United Counties League (Division One)
- 2017– : United Counties League (Premier Division)

Jednotlivé ročníky
Zdroj:
Legenda: Z - zápasy, V - výhry, R - remízy, P - porážky, VG - vstřelené góly, OG - obdržené góly, +/- - rozdíl skóre, B - body, červené podbarvení - sestup, zelené podbarvení - postup, fialové podbarvení - reorganizace, změna skupiny či soutěže
| Sezóny  | Liga                                            | Úroveň | Z  | V  | R  | P  | VG  | OG  | +/- | B   | Pozice |
| ------- | ----------------------------------------------- | ------ | -- | -- | -- | -- | --- | --- | --- | --- | ------ |
| 2009/10 | United Counties League (Premier Division)       | 9      | 40 | 33 | 3  | 4  | 120 | 28  | +92 | 102 | 1.     |
| 2010/11 | Southern Football League (Division One Central) | 8      | 42 | 26 | 9  | 7  | 95  | 47  | +48 | 81  | 3.     |
| 2011/12 | Southern Football League (Division One Central) | 8      | 42 | 15 | 5  | 22 | 52  | 72  | -20 | 50  | 16.    |
| 2012/13 | Southern Football League (Division One Central) | 8      | 42 | 22 | 10 | 10 | 81  | 47  | +34 | 76  | 8.     |
| 2013/14 | Southern Football League (Division One Central) | 8      | 42 | 27 | 5  | 10 | 82  | 40  | +42 | 86  | 4.     |
| 2014/15 | Southern Football League (Division One Central) | 8      | 42 | 12 | 6  | 24 | 47  | 77  | -30 | 42  | 19.    |
| 2015/16 | Northern Premier League (Division One South)    | 8      | 42 | 10 | 3  | 29 | 43  | 112 | -69 | 33  | 21.    |
| 2016/17 | United Counties League (Division One)           | 10     | 36 | 28 | 3  | 5  | 103 | 43  | +60 | 87  | 1.     |
| 2017/18 | United Counties League (Premier Division)       | 9      | 42 | 19 | 10 | 13 | 70  | 60  | +10 | 67  | 10.    |
| 2018/19 | United Counties League (Premier Division)       | 9      | 42 |    |    |    |     |     |     |     |        |